# 黄绿景天
黄绿景天（学名：Sedum lutzii var. viridiflavum）为景天科景天属下的一个变种。

## 扩展阅读
- 維基物種上的相關：黄绿景天